# 1925 (szám)
Az 1925 (római számmal: MCMXXV) az 1924 és 1926 között található természetes szám.

## A matematikában
A tízes számrendszerbeli 1925-ös a kettes számrendszerben 11110000101, a nyolcas számrendszerben 3605, a tizenhatos számrendszerben 785 alakban írható fel.
Az 1925 páratlan szám, összetett szám. Kanonikus alakja 52 · 71 · 111, normálalakban az 1,925 · 103 szorzattal írható fel. Tizenkét osztója van a természetes számok halmazán, ezek növekvő sorrendben: 1, 5, 7, 11, 25, 35, 55, 77, 175, 275, 385 és 1925.
Hatszögalapú piramisszám.
Az 1925 harminchat szám valódiosztóösszeg-függvényeként áll elő, ezek közül a legkisebb az 5995.